# Ivan Labanda Blanco
Ivan Labanda Blanco   (Barcelona, 14 de maig de 1980) és un actor català que treballa també com a locutor, guionista i director en el mitjà audiovisual i escènic. El 2013 va debutar com a imitador a les sèries d'humor de TV3 Crackòvia fent de Luis Enrique i Polònia, on ha interpretat Oriol Junqueras, Enric Millo, Pablo Llarena, Quim Torra i Gabriel Rufián. És germà del dibuixant Jordi Labanda.
En televisió ha intervingut en sèries, pel·lícules i programes amb papers principals. En destaca la seva incorporació com a actor en els programes APM? (premi Ondas) i la sèrie transmèdia Em dic Manel!, Polònia (premis Ondas i de l'Acadèmia de la Televisió) i Crackòvia, líders d'audiència en prime time a Catalunya. També ha intervingut en programes i sèries com Kubala, Moreno i Manchón, Laberint d'ombres, Pets and Pets, El retaule del flautista, Psico express, Jet Lag o Porca misèria (premi Ondas, entre altres premis internacionals). Ha presentat l'espai Leonart (TVE i TVE Internacional), on va participar-hi també com a guionista (premi Zapping pel seu format i contingut innovador).
A més d'incursions cinematogràfiques en les pel·lícules Psicomagia, dirigida per Alejandro Jodorowsky; Les mans del pianista (Sergio G. Sánchez) i Fuerte Apache (Jaume Mateu Adrover), ha treballat en aquest mitjà amb Peter Greenaway i Paco Mir.
En publicitat, ha treballat acompanyat de diversos realitzadors, entre ells Isabel Coixet.
Ha intervingut com a actor i col·laborador habitual a l'espai Els minoristes dins del magazín El matí de Catalunya Ràdio, conduït per Mònica Terribas (Catalunya Ràdio) i temporalment en la versió estival de Versió RAC 1 (RAC 1).
La seva veu és reclam de nombroses campanyes publicitàries i intervé en el doblatge de pel·lícules i sèries amb papers protagonistes. Ha posat veu a més de 350 pel·lícules estrenades en sales comercials, un sector en el qual va començar a treballar des de finals de la dècada del 1990, tant en castellà com en català. Entre els llargmetratges cal destacar: El regreso de Mary Poppins, Tres anuncios en las afueras, El gran showman, El secreto de Marrowbone, Trolls, Un monstre em ve a veure, Geostorm, Mad Max, Frozen, Les aventures de Tintín: El secret de l'Unicorn (posant veu al protagonista), Smallfoot… I les sagues: Thor, Vengadores, The Amazing Spider-Man, Divergent, 007, Els jocs de la fam, Paddington, Indiana Jones, Hotel Transsilvània, Pluja de mandonguilles, Madagascar (fent de la girafa Melman), Super Mario Bros.: La pel·lícula (en el paper protagonista), Creed, La Lego pel·lícula…
Interpreta com a cantant els temes principals de les pel·lícules El regreso de Mary Poppins, Trolls, Frozen, Rio, El libro de la vida o Smallfoot, entre d'altres. En les sèries de televisió, també ha doblat En Dawson creix en el paper de Rob Logan.
És doblador habitual d'actors com Ryan Gosling (en el paper d'en Ken a Barbie), Shia LaBeouf (a Indiana Jones i el regne de la calavera de cristall), Zac Efron, Andrew Garfield, Joseph Gordon-Levitt, Chris Hemsworth (destaca el paper en castellà de Thor a The Avengers), Jamie Bell, Josh Hutcherson, Jim Sturgess, Emile Hirsch, Lukas Haas, Jamie Campbell Bower, Ben Whishaw, Justin Timberlake, Paul Dano i Diego Luna, entre d'altres. Puntualment, també ha doblat la veu en català de Tom Cruise a Top Gun, estrenada el 1986 però que no es va doblar al català fins al 2017.
En teatre, ha obtingut tres premis Butaca com a millor actor protagonista en un musical per obres com Cabaret o Scaramouche, i el premi Teatre Barcelona a la mateixa categoria per Cantando bajo la lluvia. Ha treballat en més de 50 espectacles amb directors i dramaturgs de prestigi internacional com Sergi Belbel i Tamzin Townsend, al Teatre Nacional de Catalunya; Xavier Albertí al Teatre Lliure; Glenn Casale, Gustavo Tambascio i Joan Font (Comediants) al Gran Teatre del Liceu; Joan Lluís Bozzo (Dagoll Dagom), Àngel Llàcer (amb La jaula de las locas), Pau Miró, Abel Folk, Paco Mir (Tricicle), Joel Joan, Jordi Prat i Coll, Lluís Homar, Josep Costa, Elisenda Roca, Lurdes Barba, Mikel Fernández, Gerardo González, T de Teatre, Sergi Schaff, Daniel Anglès (El Musical Més Petit), Sílvia Sanfeliu, David Pintó, Ignasi Tomàs, Esteve Rovira, Ricard Reguant, José A. Gutiérrez, Jaime Azpilicueta i Fede Barrios, entre d'altres.
Com a director d'escena, debuta el 2010 amb l'espectacle Fashion. Feeling. Music, amb una adaptació pròpia, aclamat per la crítica i el públic. Posteriorment, ha dirigit els espectacles Quiero jugar a un juego a la sala Club Capitol i Solar buit a la Sala Beckett de Barcelona.

## Treballs

### Teatre
- Gaudí, el musical (2002): Ajudant, Lladre
- Adéu a Berlín (2002)
- La Generala (2003)
- Follies (2003)
- Flor de otoño (2003)
- La Bella Dorment (2004)
- Forasters (2004)
- No són maneres de matar una dona (2004): Kit
- Les falses confidències (2005): un criat, un noi
- El Mikado (reposició) (2005): Nanki Poo
- L'home de teatre (2005): Ferruccio
- Jo sóc un altre! (2006)
- Què, el nou musical (2008): Josep
- Over the moon, la vida amb les notes de Jonathan Larson (2012)
- T'estimo, ets perfecte, ja et canviaré (2013)
- Polònia, el musical (2015)
- El Petit Príncep, el musical (2015)[3]
- Sugar, ningú no és perfecte (2016)[4]
- Scaramouche (2016)
- Cabaret (2017): Emcee
- La jaula de las locas (2018): Georges
- Cantando bajo la lluvia (2021): Don Lockwood

### Televisió
- Laberint d'ombres (1998): Cesc
- Pets and Pets (2003)
- La Mandrágora (2006): Criat
- Jet lag (2006)
- Porca misèria (2004-2007): Cefa
- Leonart (2006-2008): Leo
- Nit vint-i-cinc (2008)
- Polònia (2013-2020, 2024)[5]
- Crackòvia (2013-2017)
- Operación Triunfo 2020

### Cinema
- Las maletas de Tulse Luper: La historia de Moab (2003): Red Fox Cadet
- Lo mejor que le puede pasar a un cruasán (2003)
- VIII premis Max de les arts escèniques (2005): Lorca i altres
- Fuerte Apache (2007): Dalton
- Les mans del pianista (2008)
- Frozen: El regne del gel (2014): Príncep Hans
- Your Name (Kimi no Na wa) (Japó: 2016 - Catalunya: 2017): Taki Tachibana